# Kindle Direct Publishing
Kindle Direct Publishing (KDP) ist eine Self-Publishing-Plattform des Internetanbieters Amazon.com zur Selbstpublikation von E-Books und Taschenbüchern.

## Geschichte
KDP war zu Beginn mit CreateSpace.com assoziiert, dessen Dienstleistungen wie auch einstige Nutzer als „Independent Publishing Platform“ mit kostenfreier Erstellung von Büchern als Printmedium sowie von Datenträgern für Musik- und Filmaufnahmen nun an KDP übergegangen sind.

## Beschreibung
Auf KDP können Autoren ihre Inhalte kostenfrei hochladen und im Internet zum Kauf als E-Book oder als gedrucktes Taschenbuch anbieten. Autoren können den Preis für ein E-Book weitgehend frei bestimmen. Die Tantiemen betragen zwischen 30 und 70 Prozent des Nettopreises, die Details hängen vom Endpreis und der Dateigröße ab. Auf diesem Weg forciert KDP auch eine bestimmte Preisspanne für E-Books.
Für das E-Book bzw. das Buch kann eine eigene Vorlage für den Bucheinband hochgeladen werden, andernfalls wird das fehlende Cover von KDP durch ein standardisiertes Cover ersetzt. Änderungen am Buch sind jederzeit möglich, ebenso bei der Preisgestaltung.
Die Verkäufe eines Taschenbuchs werden unterschiedlich honoriert. Die Höhe der Tantiemen ergibt sich vor allem aus der Seitenzahl und dem vom Autor gewählten Endpreis. Der Autor hat die Möglichkeit, die genauen Verkaufszahlen bei KDP in einem separaten Autorenbereich („Bücherregal“) zu beobachten.
Für die Taschenbücher wird eine ISBN vergeben, sie können aber dennoch nur bei Amazon bestellt oder ggf. direkt über den Autor bezogen werden. Es ist aber grundsätzlich möglich, die eigenen Werke zusätzlich über andere Dienstleister wie beispielsweise Tolino anzubieten.

## Kritik und Missbrauch
Neben dem eigentlichen Self-Publishing der Autoren hat sich vor allem im Ratgeber-Segment des Amazon-Shops ein weiteres Geschäftsmodell etabliert. Es wird vor allem auf YouTube unter dem Namen Kindle Business oder KDP Business propagiert: Akteure vermitteln, wie man billige Inhalte für Ratgeber zukauft, marktgängig verpackt und unter diversen Pseudonymen auf Amazon vertreibt. Sie versprechen ihren Interessenten hohe Nebenverdienste und werben auf diese Weise für ihre kostenpflichtigen Online-Schulungen. Amazon erlaubt auf seinen Autorenseiten Stockfotos von Bildagenturen und toleriert auch augenscheinlich computergenerierte Fotos als Autorenfotos sowie frei erfundene Experten-Biografien. Dadurch ist für Kunden nicht erkennbar, wer einen derart produzierten Ratgeber tatsächlich verfasst hat. In vielen Fällen kommen noch massenhaft gekaufte und manipulierte Amazon-Rezensionen hinzu. Auf einige kritische Medienberichte folgten Abmahnungen und SLAPP-Klagen.
Die Washington Post berichtete bereits im Jahr 2015 über diese Art von Kindle Business und bezeichnete es als „scam“, auf Deutsch „Betrug“.
Wie viele Bücher neuerdings mit Hilfe des frei verfügbaren KI-Textgenerators ChatGPT erstellt werden, ob nun ausschließlich oder in wesentlichen Teilen, ist kaum abschätzbar, da ChatGPT nicht verlässlich als Mitautor genannt wird. Die Qualität derart erstellter Werke ist unterschiedlich, auch abhängig vom Genre.

## Reaktionen von Amazon
Als Autorenfotos wurden Aufnahmen des US-amerikanischen Wissenschaftlers Craig Considine mehrfach ohne dessen Einwilligung verwendet, Beschwerden bei Amazon wirkten nur kurzfristig. Amazon reagiert außerdem teilweise auf Medienberichte, die konkrete Beispiele missbräuchlicher Art zeigen, und sperrt gegebenenfalls Bücher oder Anbieter, die Gegenstand des Berichts waren.